# 慈光寺有仲
慈光寺有仲（じこうじ ありなか、文政11年1月1日（1828年2月15日） - 明治31年（1898年）10月6日）は、江戸時代後期から明治時代にかけての公卿、華族（子爵）。
安政5年（1858年）、日米修好通商条約締結に反対し、廷臣八十八卿列参事件に参加した。明治維新後は賀茂御祖神社宮司を務め、子爵に列する。

## 官歴
- 天保9年（1838年）：従五位下
- 天保13年（1842年）：従五位上
- 天保14年（1843年）：大膳大夫
- 弘化2年（1845年）：右馬頭
- 弘化3年（1846年）：正五位下
- 嘉永3年（1850年）：従四位下
- 安政元年（1854年）：従四位上
- 安政5年（1858年）：正四位下
- 文久2年（1862年）：従三位
- 慶應2年（1866年）：太宰大弐
- 慶應3年（1867年）：正三位
- 明治17年（1884年）7月8日：子爵[2]
- 明治20年（1887年）12月26日：従二位[3]
- 明治30年（1897年）7月2日：正二位[4]

## 系譜
- 父：慈光寺実仲
- 養父（実兄）：慈光寺家仲
- 妻：篤子（杉生慶映の娘）
- 子：酒井仲誠（酒井辰子の入婿）
- 子：慈光寺仲敏
- 養子（実弟）：慈光寺右仲
- 娘：濱（由良義寛夫人→杉生慶巌夫人）
- 娘：晨子（大久保忠順夫人）